# Wojcieszów
Wojcieszów (deutsch Kauffung) ist eine Stadt im Powiat Złotoryjski der Woiwodschaft Niederschlesien in Polen. Sie liegt im Bober-Katzbach-Gebirge an der Kaczawa (Katzbach), etwa 20 Kilometer östlich von Jelenia Góra (Hirschberg) und gehört der Euroregion Neiße an.
Die Stadt ist bekannt für den Kauffunger Marmor, der unter anderem im Schloss Sanssouci verbaut wurde.

## Geschichte

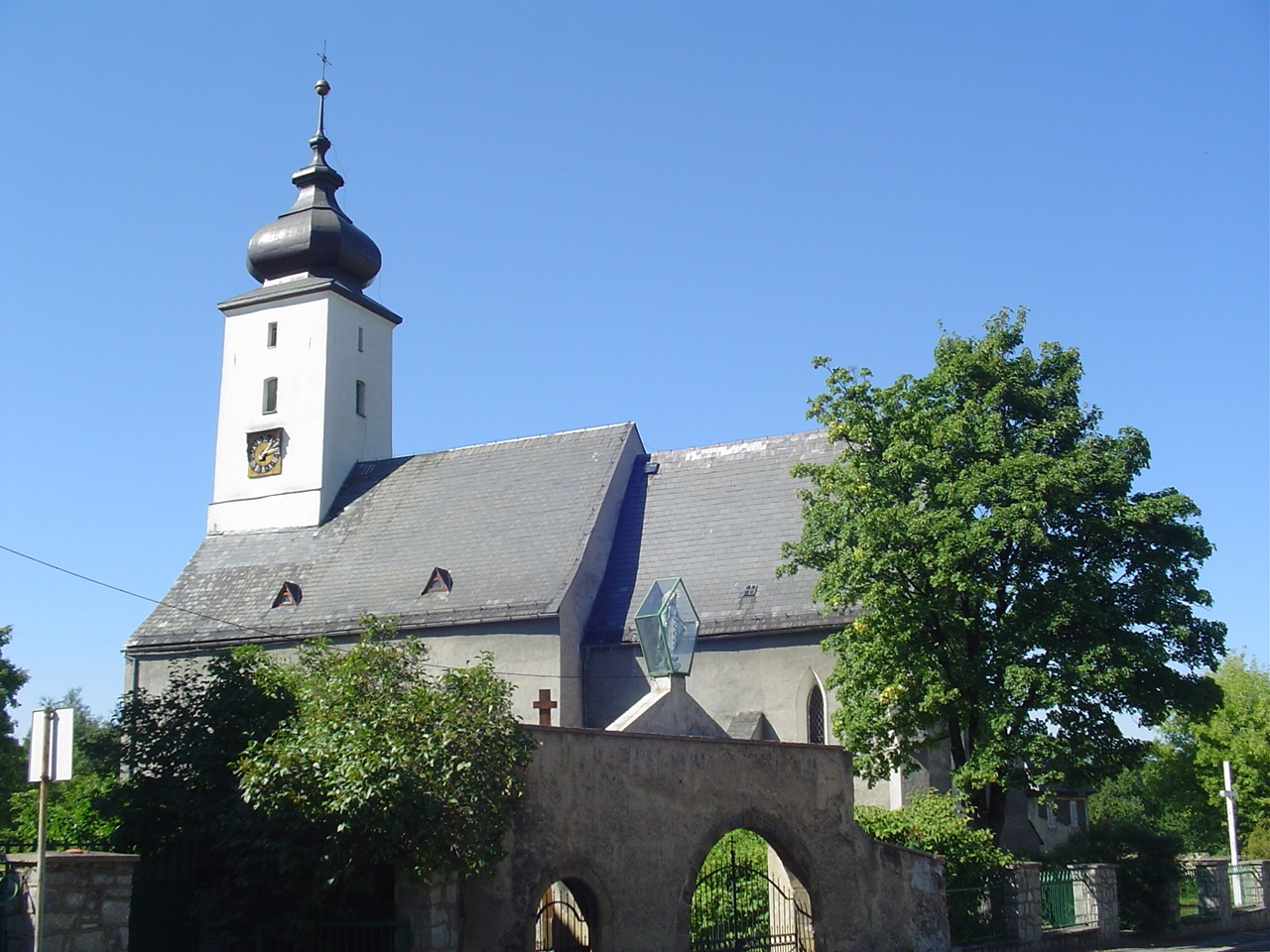
Mariä-Himmelfahrt-Kirche

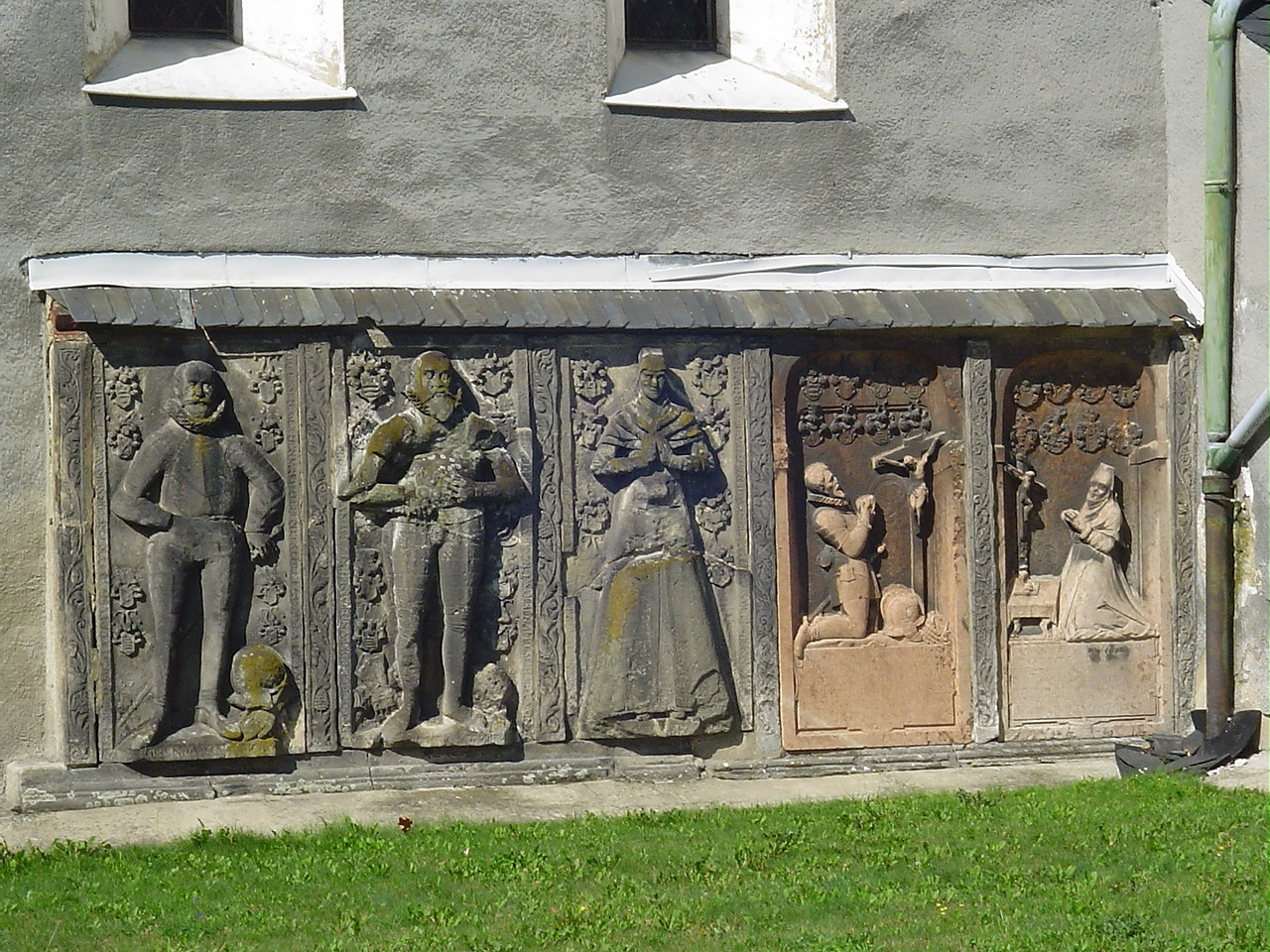
Epitaph

Bekannt ist die Stadt wegen zahlreicher Kalkgesteinhöhlen in der Umgebung. Es bestehen Lagerstätten von Basalt, Kalkstein und Sandstein, die für den Straßenbau verwendet werden. Polens reichste Lagerstätte an Achat, der sich durch eine ungewöhnliche Farbgebung auszeichnet, befindet sich hier. Zudem gab es Vorkommen von Goldsand und Goldkies, die mittlerweile abgebaut sind.

## Sehenswürdigkeiten
- Kirche Mariä Himmelfahrt (polnisch Kościół Wniebowzięcia Najświętszej Maryi Panny w Wojcieszowie) aus dem 14. Jahrhundert.

## Partnerstädte
- Rokytnice nad Jizerou, Tschechien
- Desná, Tschechien
- Hostinné, Tschechien
- Odsherred, Dänemark
- Kaufungen, Deutschland

## Söhne und Töchter (Auswahl)
- Bruno Neidhardt von Gneisenau (1811–1889), preußischer General der Infanterie
- Werner Tietze (1940–2013), deutscher Schauspieler und Theaterregisseur

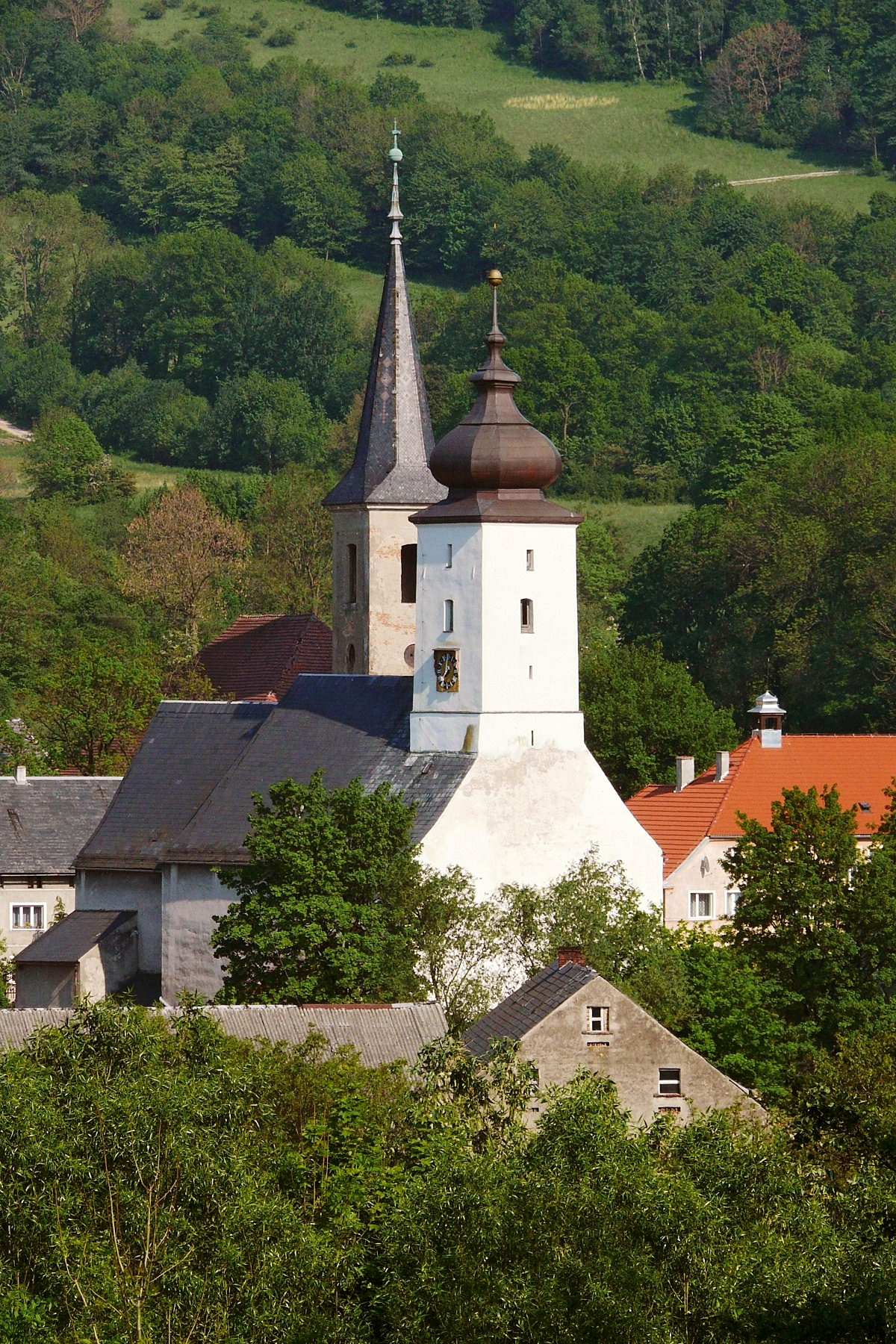
Katholische und evangelische Kirche in Wojcieszów
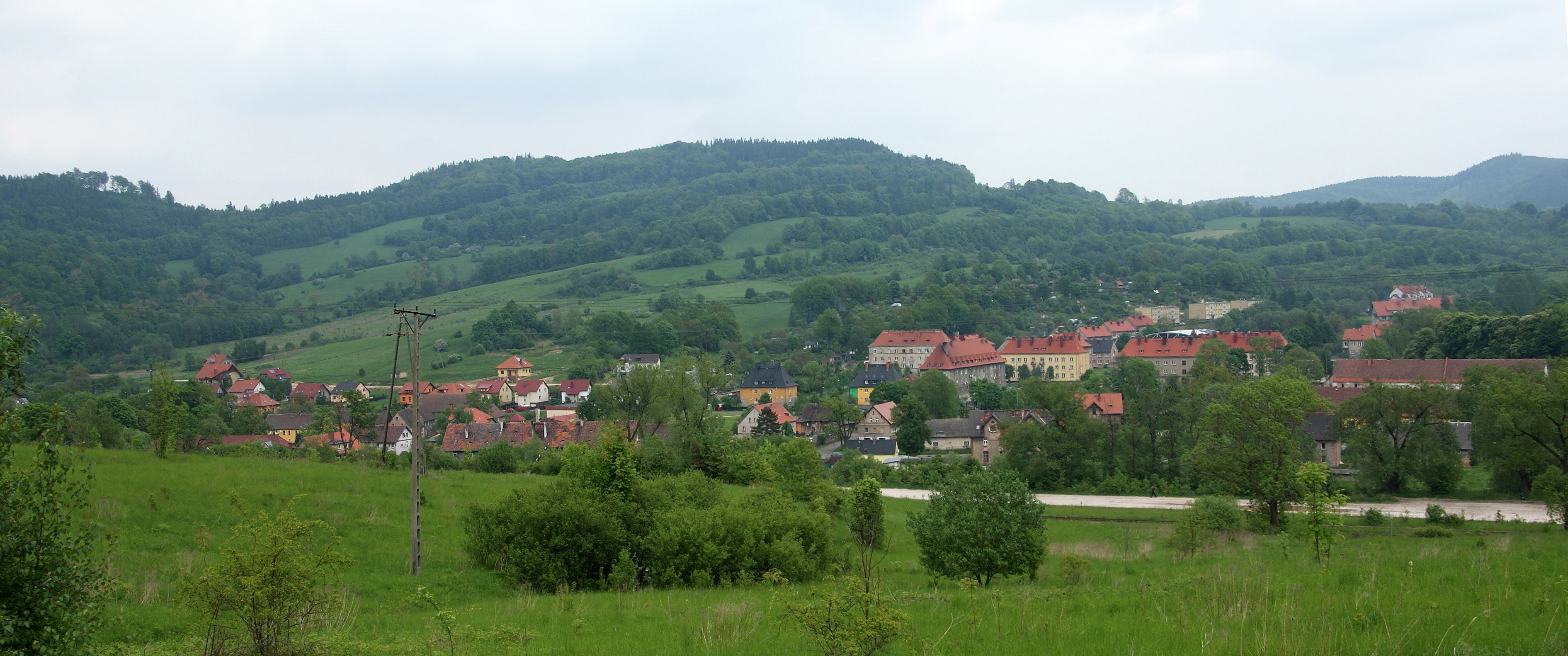
Wojcieszów
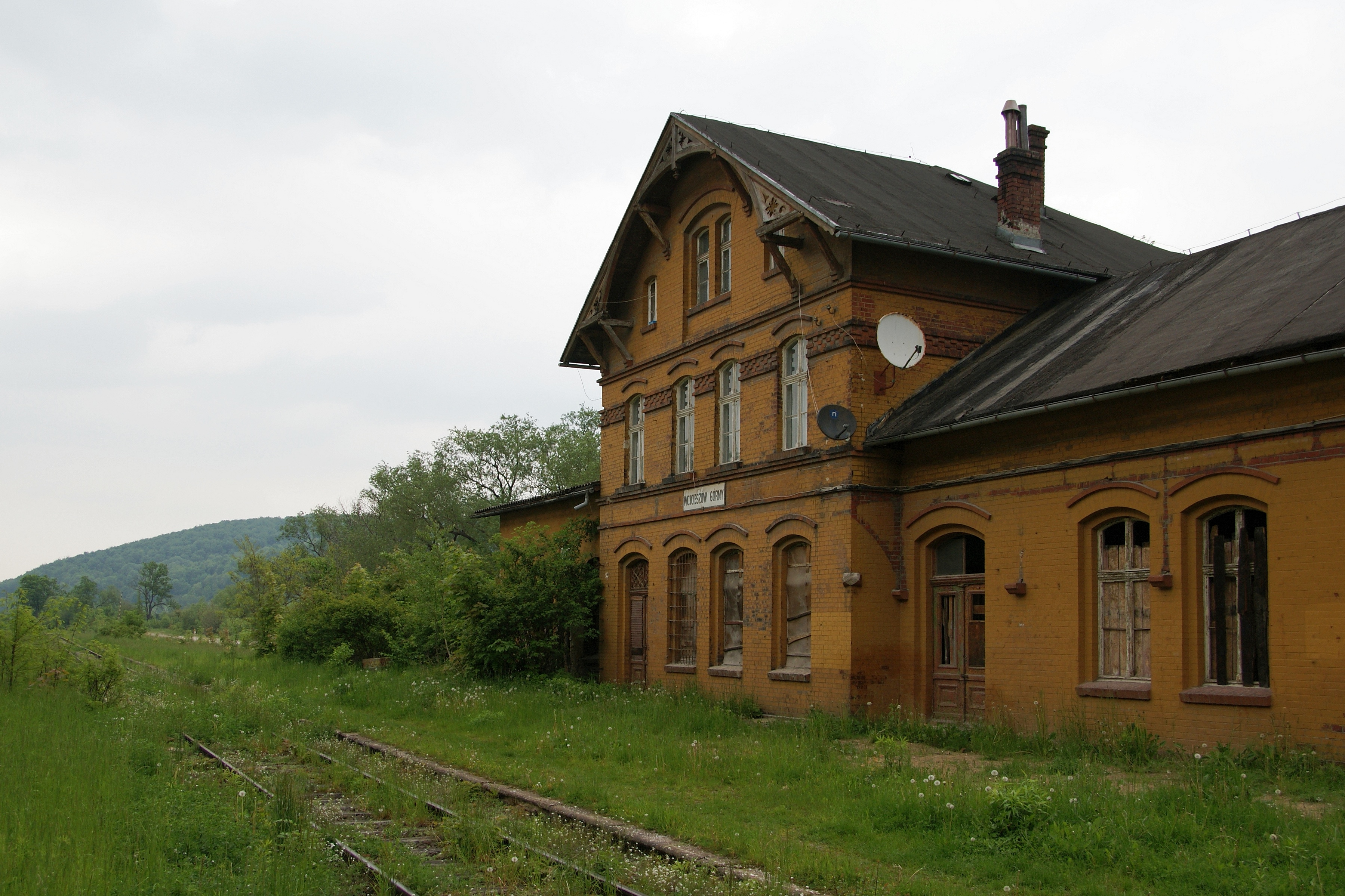
Altes Bahnhofsgebäude
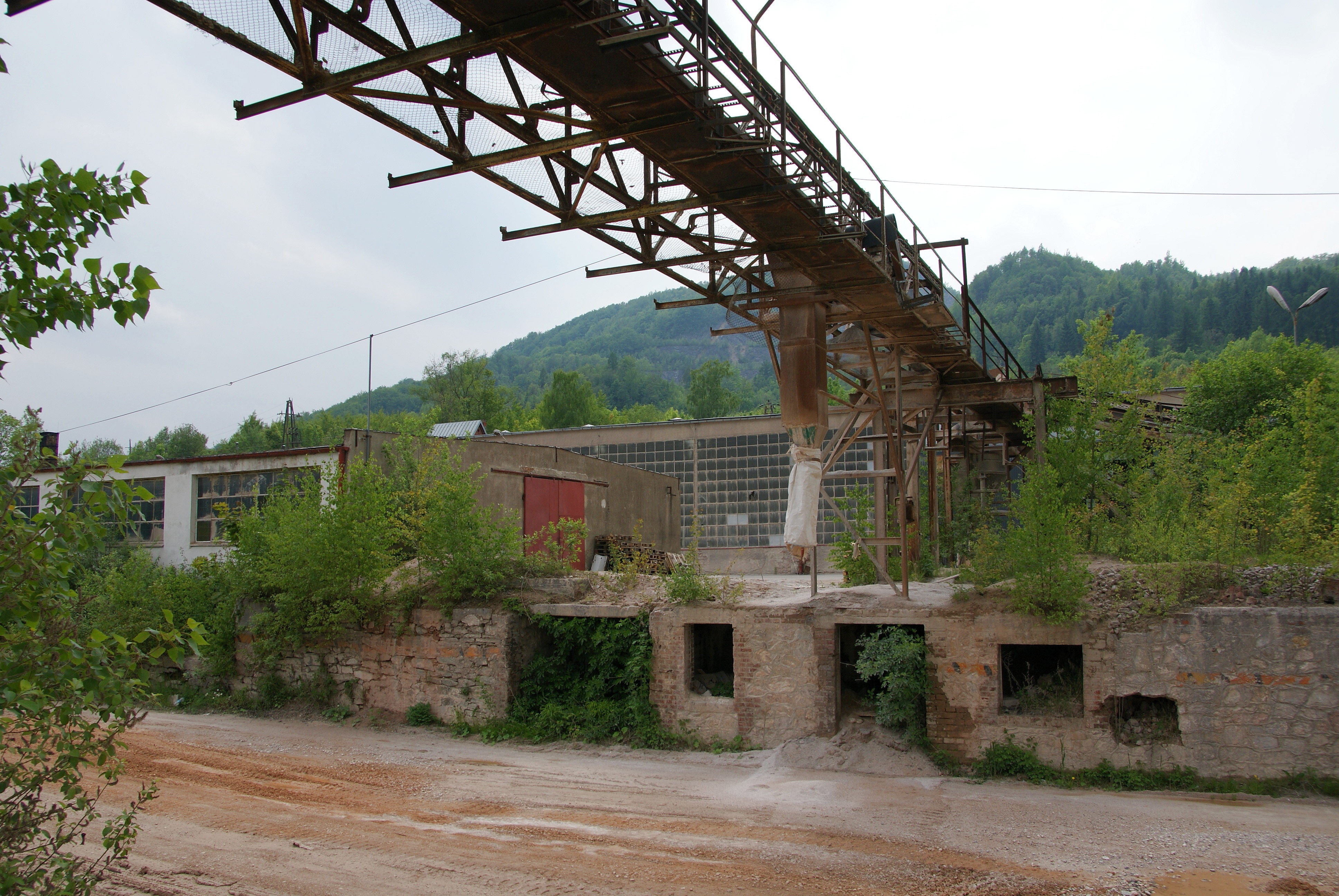
Kalkwerk Tschirnhaus
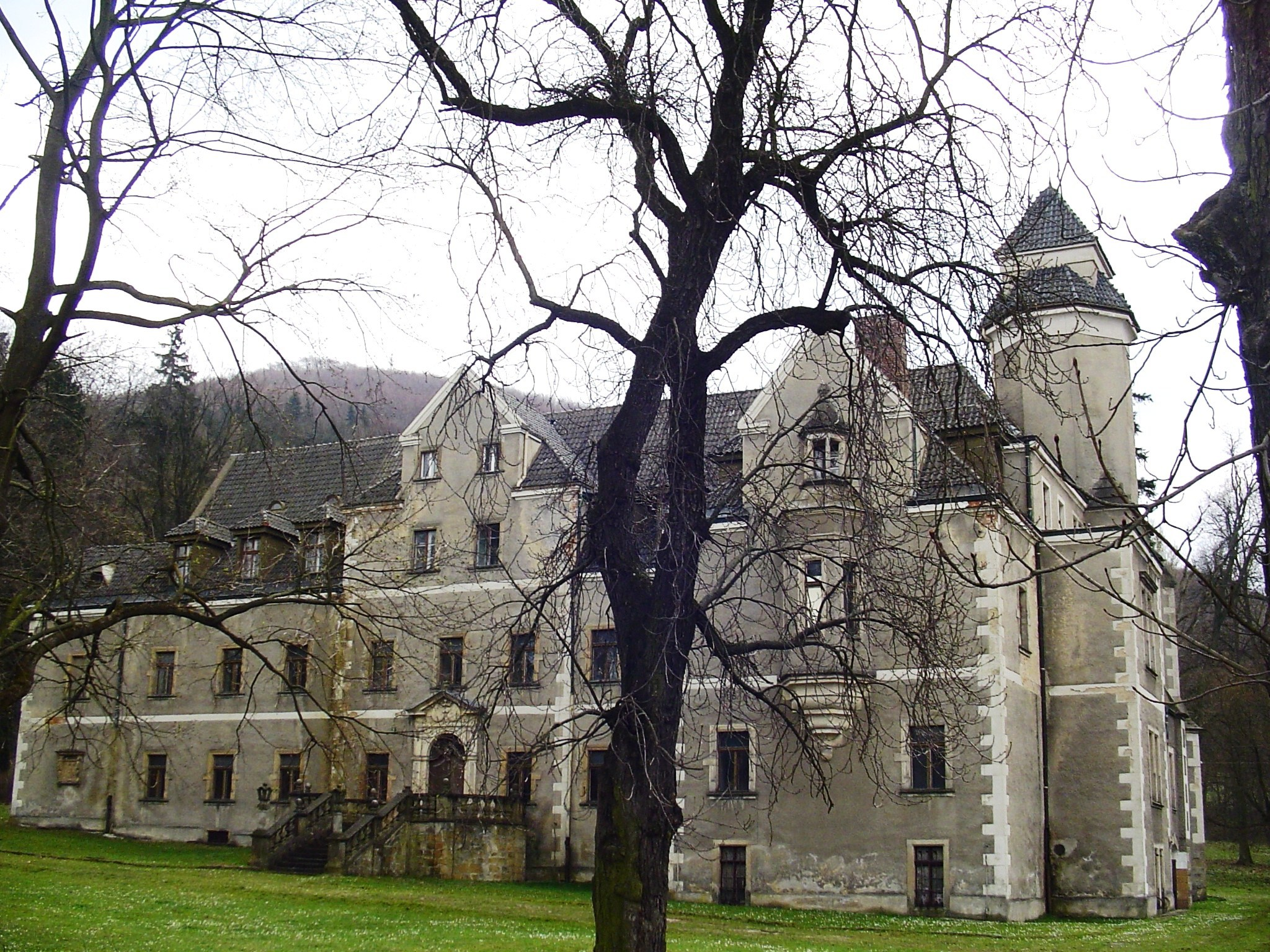
Oberes Schloss
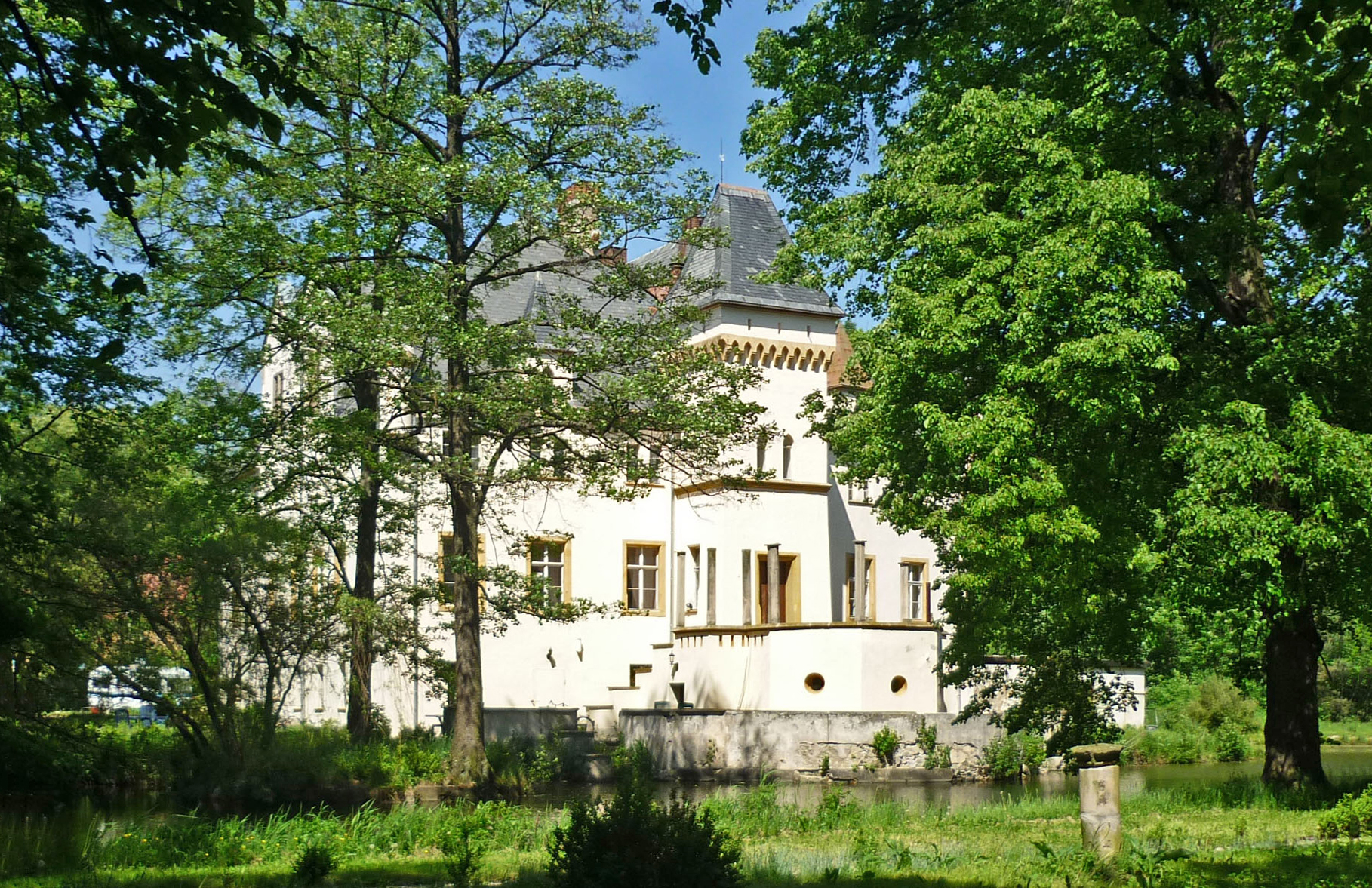
Unteres Schloss
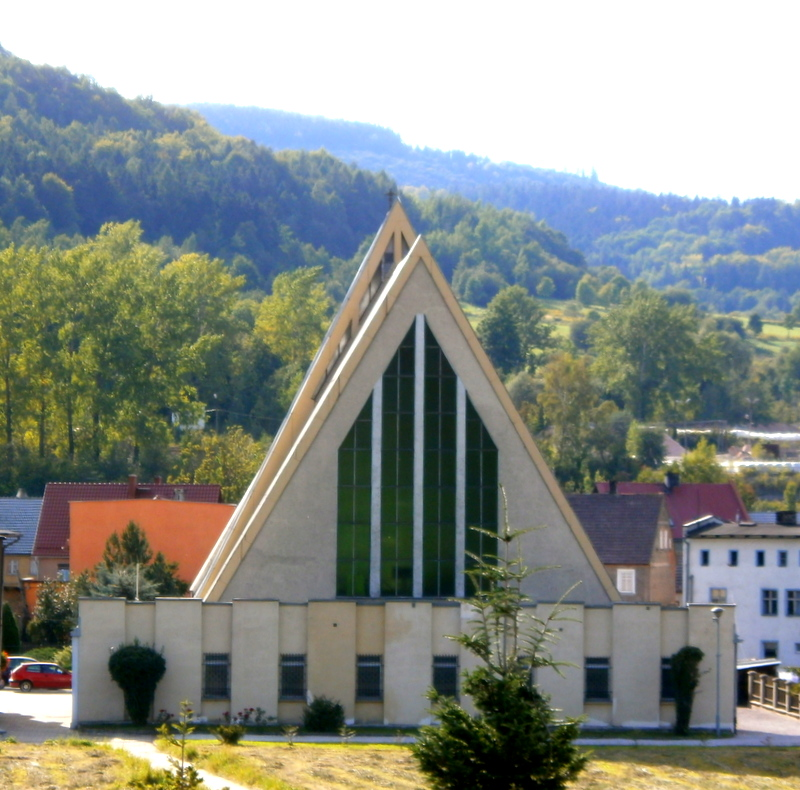
Neue katholische Kirche